# Flamencopsis minima
Flamencopsis minima is een spinnensoort in de taxonomische indeling van de bruine klapdeurspinnen (Nemesiidae).
Flamencopsis minima werd in 1995 beschreven door Goloboff.